# Sorcha Eastwood
Pour les articles homonymes, voir Eastwood.
Sorcha-Lucy Eastwood, dite simplement Sorcha Eastwood, née en octobre 1985, est une femme politique nord-irlandaise, députée de Lagan Valley depuis 2024. Encartée au Parti de l'Alliance, elle est auparavant membre de l'Assemblée législative d'Irlande du Nord pour Lagan Valley, à partir de 2022.

## Biographie

### Jeunesse
Sorcha Eastwood naît en octobre 1985.

### Parcours politique

#### Début de carrière (2017-2022)
Sorcha Eastwood se présente aux élections législatives de 2017 en Irlande du Nord en tant que candidate du Parti de l'Alliance d'Irlande du Nord dans la circonscription de Belfast West. Elle reçoit 747 voix de première préférence et est éliminée dès le premier décompte.
Elle est à nouveau candidate du Parti de l'Alliance la même année, cette fois pour les élections générales britanniques de 2017, se présentant à Belfast West. Elle arrive 5e, avec 731 voix, stabilisant à peu près le résultat du parti par rapport aux élections générales précédentes, deux ans auparavant.
Elle est élue membre du conseil municipal de Lisburn et Castlereagh en mai 2019, représentant la circonscription électorale de Castlereagh Sud. Lors de cette élection, elle arrive en tête du scrutin avec 1 629 voix de première préférence et est élue dès le premier décompte.
Toujours en 2019, elle est la candidate du Parti de l'Alliance pour Lagan Valley aux élections générales britanniques, recueillant 28,8 % des voix, en forte augmentation. Elle arrive deuxième derrière le député sortant du Parti unioniste démocrate, Jeffrey Donaldson, tout en réduisant sa majorité de 19 229 à 6 499.
En 2020, Sorcha Eastwood obtient une indemnisation après avoir poursuivi une ancienne conseillère du PUD pour diffamation ; celle-ci l'accusait d'être une « porte-parole de l'IRA ».

#### Députée à l'Assemblée législative (2022-2024)
Sorcha Eastwood, aux côtés de David Honeyford, est candidate du Parti de l'Alliance pour les élections législatives de 2022 à Lagan Valley. Elle obtient 8 211 voix de première préférence et est élue au quatrième tour. Elle occupe le siège de l'ex-député, Trevor Lunn, qui ne se représente pas pour un second mandat. Devenu indépendant du Parti de l'Alliance, il continue cependant à le soutenir.

#### Membre de la Chambre des communes (depuis 2024)
Sorcha Eastwood se présente à nouveau dans la circonscription de Lagan Valley lors des élections générales de 2024 au Royaume-Uni. Elle remporte le siège. 

### Vie privée
Le 8 juin 2017, Sorcha Eastwood épouse Dale Shirlow à Lisburn. Leur mariage ayant lieu le même jour que les élections générales britanniques, la femme politique se rend aux urnes dans sa robe de mariée.
En 2023, son mari entame un traitement contre une forme rare de cancer du sang appelée lymphome T-lymphoblastique ; la femme politique critique l'hôpital de Belfast, où il est soigné, pour les conditions de vie subies par les patients. En raison du cancer de son mari, Sorcha Eastwood s'engage dans la lutte contre le cancer, notamment en promouvant des campagnes de collecte de fonds.